# Minghua (Schiff)
Die Minghua (offiziell als Ming Hua registriert) ist ein chinesisches Passagierschiff, das seit 1986 als Hotelschiff in Shenzhen liegt. Es wurde 1962 als Ancerville gebaut, 1973 nach China verkauft und blieb dort bis 1983 im aktiven Dienst. Die Minghua ist eines der letzten noch existierenden Linienpassagierschiffe.

## Geschichte

### Dienstzeit alsAncerville

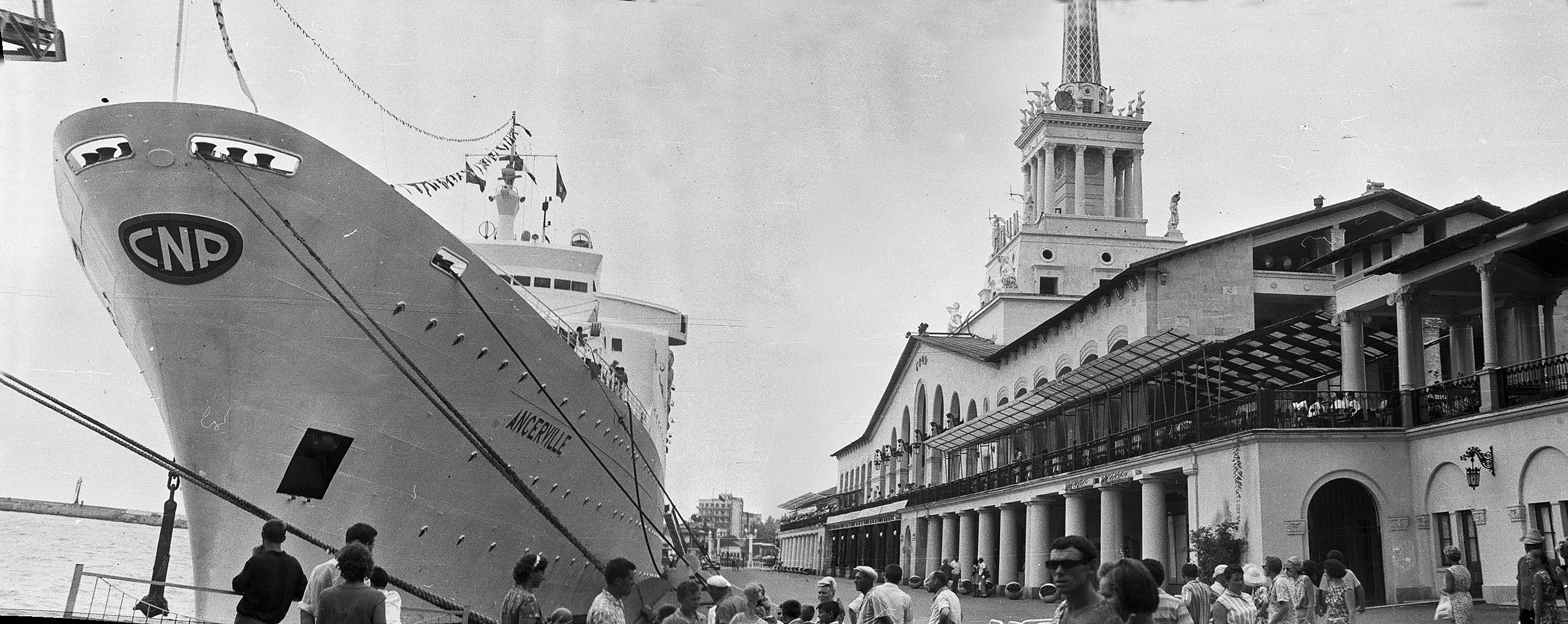
Die Ancerville im Hafen von Sotschi, 1967

Die Ancerville wurde unter der Baunummer M21 bei Chantiers de l’Atlantique in Saint-Nazaire gebaut und am 5. April 1962 vom Stapel gelassen. Taufpate war der damalige französische Staatspräsident Charles de Gaulle. Am 20. August 1962 fand die Ablieferung an die französische Compagnie de Navigation Paquet statt. Die Ancerville war das mit Abstand größte Schiff der Reederei, die ansonsten nur drei weitere Schiffe mit weniger als 10.000 BRT besaß.
Das Schiff wurde nach einer Premieren-Kreuzfahrt zu den Kanarischen Inseln am 5. September 1962 im Liniendienst von Marseille nach Dakar eingesetzt. Die Ancerville hatte eine Kapazität von 770 Passagieren in drei Klassen. Eine Neuheit stellte ihre Einteilung der Passagierbereiche dar: Während sich sämtliche Kabinen im vorderen Teil der Aufbauten befanden, waren die öffentlichen Räume im hinteren Teil untergebracht. Einzige Ausnahme stellten die Kapelle und das Theater des Schiffes dar, die sich ebenfalls im vorderen Teil der Aufbauten befanden. Gemeinsam mit der bereits 1952 in Dienst gestellten, weit kleineren Lyautey betrieb die Ancerville einen wöchentlichen Liniendienst.
1970 ging die Ancerville in den Besitz der Nouvelle Compagnie de Paquebots über und wurde fortan dauerhaft für Kreuzfahrten zu den Kanarischen Inseln eingesetzt. Im Juli 1970 rettete sie die Passagiere und Besatzungsmitglieder der zur Costa Crociere gehörenden Fulvia, die während einer Kreuzfahrt in Brand geraten war und daraufhin sank.

### Dienstzeit alsMinghua
Im April 1973 wurde die Ancerville an die chinesische Reederei China Ocean Shipping Company verkauft und in Minghua umbenannt. Nachdem das Schiff zuvor ausschließlich in chinesischen Gewässern im Einsatz war, wurde es ab 1979 unter Charter von Asian Pacific Cruises für Kreuzfahrten vor Australien mit Sydney als Ausgangshafen eingesetzt. Es unternahm außerdem Kreuzfahrten nach Hawaii und zu Zielen in Asien.
Die Kreuzfahrten nach Australien erwiesen sich als so unrentabel, dass die Minghua im Mai 1983 ausgemustert werden musste. Sie kam nicht wieder in Fahrt, sondern wurde stattdessen 1986 zu ihrem Heimathafen Shenzhen gebracht. Dort wurde sie in ein Hotelschiff umgebaut. Dabei wurden die Rettungsboote samt Davits entfernt und zahlreiche neue Fenster in die Seitenwände geschnitten. 1991 folgte die Streichung des nun dauerhaft stationären Schiffes aus dem Lloyd’s Register.

### Einsatz als Hotelschiff

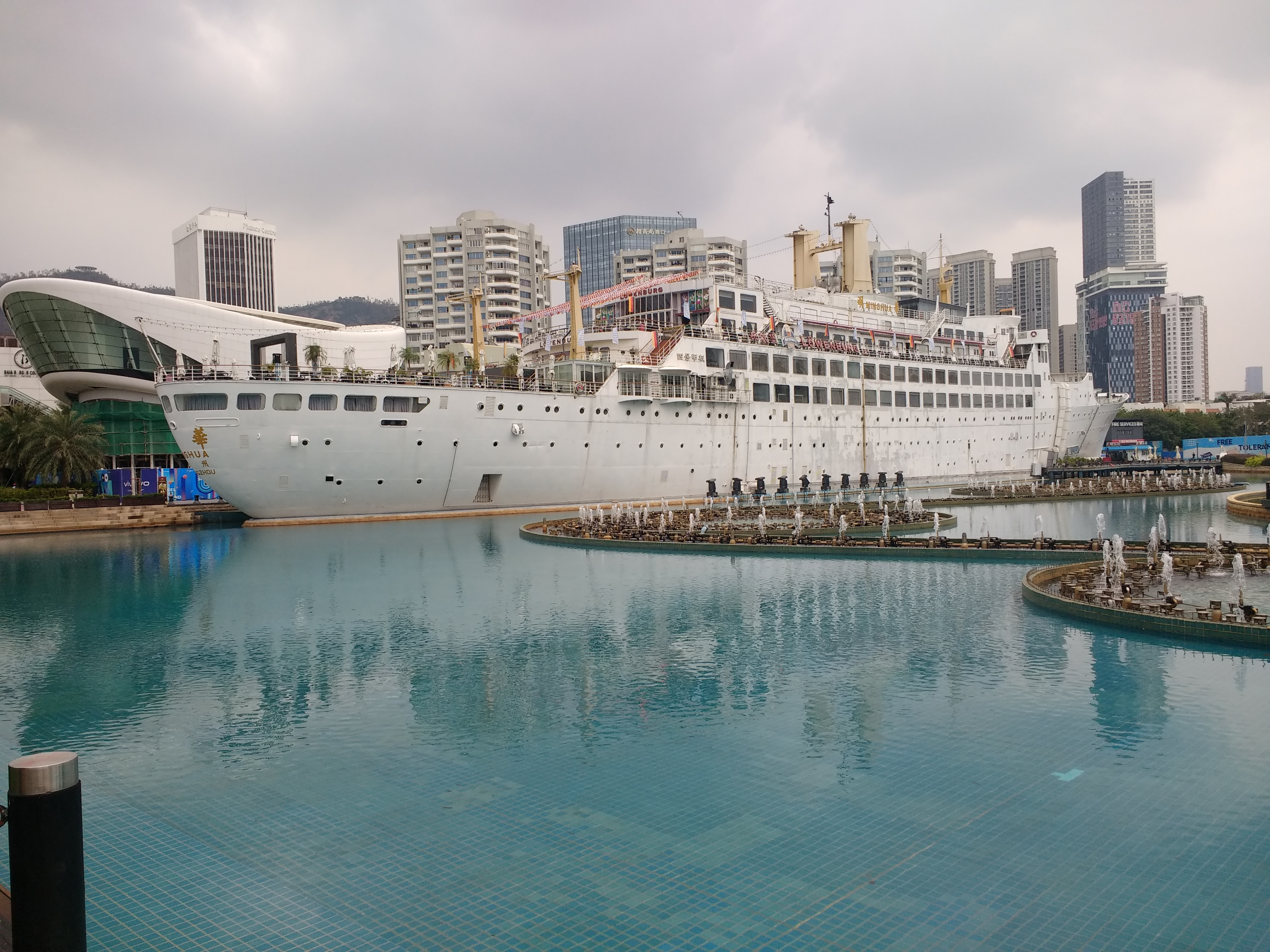
Die Minghua im Oktober 2018

Die Minghua ist Teil eines als Shekou Sea World bekannten Themenparks. Sie ist mit 110 (ursprünglich 253) Hotelzimmern ausgestattet und verfügt außerdem über mehrere Restaurants mit internationaler Küche, Bars, Geschäfte sowie eine Festhalle für Veranstaltungen. Der Pool an Deck des Schiffes wird ebenfalls bis heute genutzt. Ein Großteil der ursprünglichen Ausstattung der Minghua wurde durch die zahlreichen Umbauten größtenteils ersetzt, zudem wurden in den Rumpf und in die Aufbauten größere Fenster eingebaut. Das Schiff selbst ist nicht mehr schwimmfähig: Der um die Minghua herum angelegte, künstliche See soll lediglich den Eindruck erwecken, dass das Schiff schwimmen würde.
Als besonderes Merkmal ist das Schiff komplett von Land umgeben und befindet sich so inmitten der Stadt. Bei seiner Ankunft existierte die benachbarte Parkanlage noch nicht. Sie wurde erst nach der Eröffnung der Minghua als Hotelschiff durch Erdaufschüttungen an dem früheren Hafenbecken angelegt.
1998 wurde der Themenpark wegen finanzieller Schwierigkeiten und einem Brand an Bord des Schiffes zwischenzeitlich geschlossen. Nach Renovierungsarbeiten und einem Besitzerwechsel konnte die Minghua jedoch im Dezember 2004 wiedereröffnet werden.  Im Juni 2007 wurde die Anlage durch eine vier Meter hohe Flutwelle schwer beschädigt, die Renovierungsarbeiten dauerten bis 2009 an.
Die Minghua gehört bis heute zu den größten Sehenswürdigkeiten der Stadt. Sie ist außerdem mittlerweile eines der letzten erhaltenen Linienpassagierschiffe.